# 月にキスの花束を
『月にキスの花束を』（つきにキスのはなたばを）は、北川みゆきによる日本の漫画作品。『Cheese!』（小学館）にて、1996年10月号から1998年1月号まで掲載された。単行本は全3巻。

## 概要
北川が当時の『少女コミック』（小学館）から『Cheese!』へ移籍後、第1作目の連載作品。
作品のストーリーとして、「この作品は本当に自分の好きに描かせてもらった」その中で「ただひたすら“恋愛モノ”を描きたかった」、手段も目的も恋愛で「どんな話?」と聞かれたときに“恋愛モノ”としか答えられないような作品にしたかった、と語っている。
また本作の主人公となる“華原瞳”は、「今までの主人公で1番自分とシンクロしている率（似ている率）が高かった」とも述べている。
コミックスとしては1998年に完結しているが、後にフラワーコミックス・デラックスより2004年に全2巻が再刊行され、2012年には小説版も全2巻で刊行された。

## ストーリー
華原瞳は、ある男の子と幼い頃に月の下で交わした約束をずっと忘れられないでいた。
そんなある日、瞳はその男の子と同姓同名の人物、永月敦也に出会う。「あたしのこと覚えてる?」と敦也に近づく瞳だが、「覚えていない」と言われ、逆ナンに間違われる始末。
しかし偶然、彼と彼の彼女らしき人物の幼い頃の写真を目にする。そこにはあの日出会った永月敦也と全く同じ人物が写し出されていた。
写真のことを問い詰めるがやはり「覚えていない」と言われ、彼を待ち続けていた瞳はショックを受ける。それでも次第に彼のことが本気で好きだと自覚していく瞳だが…?

## 登場人物
華原瞳（かはら ひとみ）
主人公。外見が可愛く、大学では男漁り（本人はそんなつもりはない）をしているので有名な女子大生。だが、派手に遊んでいる雰囲気とは裏腹に、実は異性とはキスまでしかしたことがなく、他は全てが未経験。過去に、ある男の子と月の下で交わした約束を忘れられず、様々な異性と付き合うものの長続きはしていない。そんな中、あの日の約束から10数年後、同姓同名の永月敦也に出会い、彼のそっけない態度にショックを受ける。
永月敦也（ながつき あつや）
外語大学に通いながらアルバイトをしている中、瞳と出会う。外見はイケメンで彼目当ての客も多く、当初は瞳もその1人だと思っていた。彼が瞳との約束を覚えていないのは、ある理由があった。

## 書誌情報
全て小学館からの刊行。
フラワーコミックス
1. 月にキスの花束を（1997年2月26日発売、ISBN 409-1-37-131-0）
2. 月にキスの花束を（1997年8月19日発売、ISBN 409-1-37-132-9）
3. 月にキスの花束を（1998年1月26日発売、ISBN 409-1-37-133-7）

フラワーコミックス・デラックス
1. 月にキスの花束を（2004年5月26日発売、ISBN 409-1-38-837-X）
2. 月にキスの花束を（2004年5月26日発売、ISBN 409-1-38-838-8）

文庫
1. 月にキスの花束を（2012年4月14日発売、ISBN 978-4-09-191389-0）
2. 月にキスの花束を（2012年4月14日発売、ISBN 978-4-09-191390-6）